# Fiji op de Olympische Zomerspelen 2024
Fiji nam deel aan de Olympische Zomerspelen 2024 in Parijs.

## Medailleoverzicht
| Medaille | Naam | Sport | Onderdeel        | Datum        |
| -------- | --- | ----- | ---------------- | ------------ |
| Zilver   | Sevensteam Joji Nasova Joseva Talacolo Jeremaia Matana Sevuloni Mocenacagi Iosefo Baleiwairiki Ponipate Loganimasi Terio Tamani Veilawa Waisea Nacuqu Jerry Tuwai Iowane Teba Kaminieli Rasaku Selesitino Ravutaumada Raisuqe Josaia Filipe Sauturaga | Rugby | Rugby sevens (m) | 27 juli 2024 |

## Aantal Deelnemers
Hieronder volgt een overzicht van de atleten die zich kwalificeerden voor de Olympische Zomerspelen van 2024.
| Sport       | Mannen | Vrouwen | Totaal |
| ----------- | ------ | ------- | ------ |
| Atletiek    | 1      | 0       | 1      |
| Judo        | 1      | 0       | 1      |
| Rugby       | 12     | 13      | 25     |
| Taekwondo   | 0      | 2       | 2      |
| Tafeltennis | 1      | 0       | 1      |
| Zeilen      | 1      | 1       | 2      |
| Zwemmen     | 1      | 1       | 2      |
| Totaal      | 17     | 17      | 34     |

## Deelnemers en resultaten

### Atletiek

#### Loopnummers
Mannen
| atleet       | onderdeel | voorronde | voorronde | series         | series         | herkansingen | herkansingen | halve finale   | halve finale   | finale         | finale         |
| atleet       | onderdeel | tijd      | rang      | tijd           | rang           | tijd         | rang         | tijd           | rang           | tijd           | Rang           |
| ------------ | --------- | --------- | --------- | -------------- | -------------- | ------------ | ------------ | -------------- | -------------- | -------------- | -------------- |
| Waisaka Tewa | 100 m     | 10,73     | 7         | niet geplaatst | niet geplaatst | n.v.t.       | n.v.t.       | niet geplaatst | niet geplaatst | niet geplaatst | niet geplaatst |

### Judo
Mannen
| atleet          | onderdeel | eerste ronde         | tweede ronde         | derde ronde          | kwartfinale          | halve finale         | herkansing           | finale / BM          | finale / BM    |
| atleet          | onderdeel | tegenstander uitslag | tegenstander uitslag | tegenstander uitslag | tegenstander uitslag | tegenstander uitslag | tegenstander uitslag | tegenstander uitslag | rang           |
| --------------- | --------- | -------------------- | -------------------- | -------------------- | -------------------- | -------------------- | -------------------- | -------------------- | -------------- |
| Gerard Takayawa | +100kg    | n.v.t.               | Fízel V 00 - 10      | niet geplaatst       | niet geplaatst       | niet geplaatst       | niet geplaatst       | niet geplaatst       | niet geplaatst |

### Rugby

#### Mannen
| Olympiër | Discipline | Resultaat | Prestatie |
| --- | ---------- | --------- | --------- |
| Joji Nasova Joseva Talacolo Jeremaia Matana Sevuloni Mocenacagi Iosefo Baleiwairiki Ponipate Loganimasi Terio Tamani Veilawa Waisea Nacuqu Jerry Tuwai Iowane Teba Kaminieli Rasaku Selesitino Ravutaumada | mannen     | Zilver    | zie onder |

Reserve: Josaia Raisuqe - Filipe Sauturaga
| Groep C |                  |     |   |   |   |     |    |    |       |              |
| #       | Land             | Wed | W | G | V | Ptn | V  | T  | Saldo | Kwalificatie |
| 1       | Fiji             | 3   | 3 | 0 | 0 | 9   | 97 | 36 | +61   | Kwartfinale  |
| 2       | Frankrijk        | 3   | 1 | 1 | 1 | 6   | 43 | 43 | 0     | Kwartfinale  |
| 3       | Verenigde Staten | 3   | 1 | 1 | 1 | 6   | 57 | 67 | -10   | Kwartfinale  |
| 4       | Uruguay          | 3   | 0 | 0 | 3 | 3   | 41 | 92 | -51   | Plaats 9-12  |

| Ronde        | Datum        | Lokale tijd | Land      | Score            | Land      |
| ------------ | ------------ | ----------- | --------- | ---------------- | --------- |
| Groepsfase   |              |             |           |                  |           |
| 24 juli 2024 | 17:00        | Fiji        | 40 - 12   | Uruguay          |           |
| 24 juli 2024 | 20:30        | Fiji        | 38 - 12   | Verenigde Staten |           |
| 25 juli 2024 | 15:30        | Fiji        | 19 - 12   | Frankrijk        |           |
|              |              |             |           |                  |           |
| Kwartfinale  | 25 juli 2024 | 22:00       | Fiji      | 19 - 15          | Ierland   |
|              |              |             |           |                  |           |
| Halve finale | 27 juli 2024 | 16:00       | Fiji      | 31 - 7           | Australië |
|              |              |             |           |                  |           |
| Finale       | 27 juli 2024 | 19:45       | Frankrijk | 28 - 7           | Fiji      |

#### Vrouwen
| Olympiër | Discipline | Resultaat | Prestatie |
| --- | ---------- | --------- | --------- |
| Adi Vani Buleki Lavena Cavuru Raijieli Daveua Ilisapeci Delaiwau Verenaisi Ditavutu Sesenieli Donu Kolora Lomani Laisana Likuceva Ana Maria Naimasi Alowesi Nakoci Maria Rokutuisiga Reapi Ulunisau | vrouwen    | 12        | zie onder |

Reserve: Rogosau Adimereani
| Groep |               |             |             |             |             |            |            |            |        |
| #     | Land          | Wedstrijden | Wedstrijden | Wedstrijden | Wedstrijden | Doelpunten | Doelpunten | Doelpunten | Punten |
| #     | Land          | GW          | W           | G           | V           | V          | T          | Saldo      | Punten |
| 1     | Nieuw-Zeeland | 9           | 3           | 3           | 0           | 0          | 114        | 19         | +95    |
| 2     | Canada        | 7           | 3           | 2           | 0           | 1          | 50         | 64         | -14    |
| 3     | China         | 5           | 3           | 1           | 0           | 2          | 62         | 81         | -19    |
| 4     | Fiji          | 3           | 3           | 0           | 0           | 3          | 33         | 95         | -62    |

| groepsfase             |              |               |             |         |          |  |  |
| 28 juli 2024           | 17:30        | Fiji          | 14 - 17     | Canada  |          |  |  |
| 28 juli 2024           | 21:00        | Fiji          | 12 - 40     | China   |          |  |  |
| 29 juli 2024           | 16:30        | Nieuw-Zeeland | 38 - 7      | Fiji    |          |  |  |
|                        |              |               |             |         |          |  |  |
| plaatsing 9 - 12       | 29 juli 2024 | 20:30         | Fiji        | 22 - 28 | Brazilië |  |  |
|                        |              |               |             |         |          |  |  |
| wedstrijd om plaats 11 | 30 juli 2024 | 16:30         | Zuid-Afrika | 21 - 15 | Fiji     |  |  |
|                        |              |               |             |         |          |  |  |

### Taekwondo
Voor de eerste keer kwalificeerde Fiji één atleet om deel te nemen aan de Spelen. Venice Traill veroverde haar ticket door te winnen in de finale van haar gewichtsklasse, tijdens het Oceania-kwalificatietoernooi van 2024 in Honiara , Salomonseilanden.
Vrouwen
| atleet                 | onderdeel | kwalificatie         | eerste ronde         | kwartfinale          | halve finale         | herkansing           | finale / BM          | finale / BM    |
| atleet                 | onderdeel | tegenstander uitslag | tegenstander uitslag | tegenstander uitslag | tegenstander uitslag | tegenstander uitslag | tegenstander uitslag | rang           |
| ---------------------- | --------- | -------------------- | -------------------- | -------------------- | -------------------- | -------------------- | -------------------- | -------------- |
| Lolohea Navuga Naitasi | -67 kg    | n.v.t.               | Al-Sadeq V 0 - 2     | niet geplaatst       | niet geplaatst       | niet geplaatst       | niet geplaatst       | niet geplaatst |
| Venice Traill          | +67 kg    | n.v.t.               | McGowan V 0 - 2      | niet geplaatst       | niet geplaatst       | niet geplaatst       | niet geplaatst       | niet geplaatst |

### Tafeltennis
Mannen
| atleet   | onderdeel | voorronde            | eerste ronde         | tweede ronde         | derde ronde          | kwartfinale          | halve finale         | finale / BM          | finale / BM    |
| atleet   | onderdeel | tegenstander uitslag | tegenstander uitslag | tegenstander uitslag | tegenstander uitslag | tegenstander uitslag | tegenstander uitslag | tegenstander uitslag | rang           |
| -------- | --------- | -------------------- | -------------------- | -------------------- | -------------------- | -------------------- | -------------------- | -------------------- | -------------- |
| Vicky Wu | enkelspel | bye                  | Pitchford V 0 - 4    | niet geplaatst       | niet geplaatst       | niet geplaatst       | niet geplaatst       | niet geplaatst       | niet geplaatst |

### Zeilen
Mannen
| atlete          | onderdeel | race | race | race | race | race | race | race | race | race        | race        | race   | race   | race           | netto punten | eindnotering |
| atlete          | onderdeel | 1    | 2    | 3    | 4    | 5    | 6    | 7    | 8    | 9           | 10          | 11     | 12     | M              | netto punten | eindnotering |
| --------------- | --------- | ---- | ---- | ---- | ---- | ---- | ---- | ---- | ---- | ----------- | ----------- | ------ | ------ | -------------- | ------------ | ------------ |
| Viliame Ratului | ILCA 7    | 43   | 43   | 41   | 41   | 42   | 42   | 32   | 42   | geannuleerd | geannuleerd | n.v.t. | n.v.t. | niet geplaatst | 283          | 43           |

Vrouwen
| atlete        | onderdeel | race | race | race | race | race | race | race | race | race | race        | race   | race   | race           | netto punten | eindnotering |
| atlete        | onderdeel | 1    | 2    | 3    | 4    | 5    | 6    | 7    | 8    | 9    | 10          | 11     | 12     | M              | netto punten | eindnotering |
| ------------- | --------- | ---- | ---- | ---- | ---- | ---- | ---- | ---- | ---- | ---- | ----------- | ------ | ------ | -------------- | ------------ | ------------ |
| Sophia Morgan | ILCA 6    | 33   | 28   | 20   | 38   | 40   | 38   | 33   | 38   | 29   | geannuleerd | n.v.t. | n.v.t. | niet geplaatst | 257          | 37           |

### Zwemmen
Mannen
| atleet      | onderdeel       | series | series | halve finale   | halve finale   | finale         | finale         |
| atleet      | onderdeel       | tijd   | rang   | tijd           | rang           | tijd           | rang           |
| ----------- | --------------- | ------ | ------ | -------------- | -------------- | -------------- | -------------- |
| David Young | 50 m vrije slag | 22,71  | 40     | niet geplaatst | niet geplaatst | niet geplaatst | niet geplaatst |

Vrouwen
| atlete             | onderdeel       | series | series | halve finale   | halve finale   | finale         | finale         |
| atlete             | onderdeel       | tijd   | rang   | tijd           | rang           | tijd           | rang           |
| ------------------ | --------------- | ------ | ------ | -------------- | -------------- | -------------- | -------------- |
| Anahira McCutcheon | 50 m vrije slag | 26,88  | 37     | niet geplaatst | niet geplaatst | niet geplaatst | niet geplaatst |